# Polyosma pulgarensis
Polyosma pulgarensis är en tvåhjärtbladig växtart som beskrevs av Adolph Daniel Edward Elmer. Polyosma pulgarensis ingår i släktet Polyosma och familjen Escalloniaceae. Inga underarter finns listade i Catalogue of Life.